# 소년파 2
《소년파 2》(少年派 2)는 2022년 방송되었던 중국의 드라마이다.

## 소개
- 서로 다른 가정에서 온 네 고등학생이 입시 난관을 헤쳐가는 과정에서 부모와 아이 모두 성장하는 내용을 담은 드라마

## 등장 인물
- 장자이 - 린다웨이 역
- 옌니 - 왕성난 역
- 자오진마이 - 린마오마오 역
- 왕이진 - 량윈슈 역
- 곽준진 - 첸싼이 역
- 장관남 (姜冠南) - 장톈하오 역
- 한패영 (韩沛颖) - 덩샤오치 역
- 유목 (劉孜) - 페이인 역
- 장장 (张樟) - 샤오자오 역
- 호요지 (扈耀之) - 장치롱 역
- 풍뢰 (冯雷) - 첸위쿤 역
- 왕문기 (王文绮) - 옌위디 역
- 양신명 (杨新鸣) - 쉬웨이저우 역